# Agustín Almodóvar

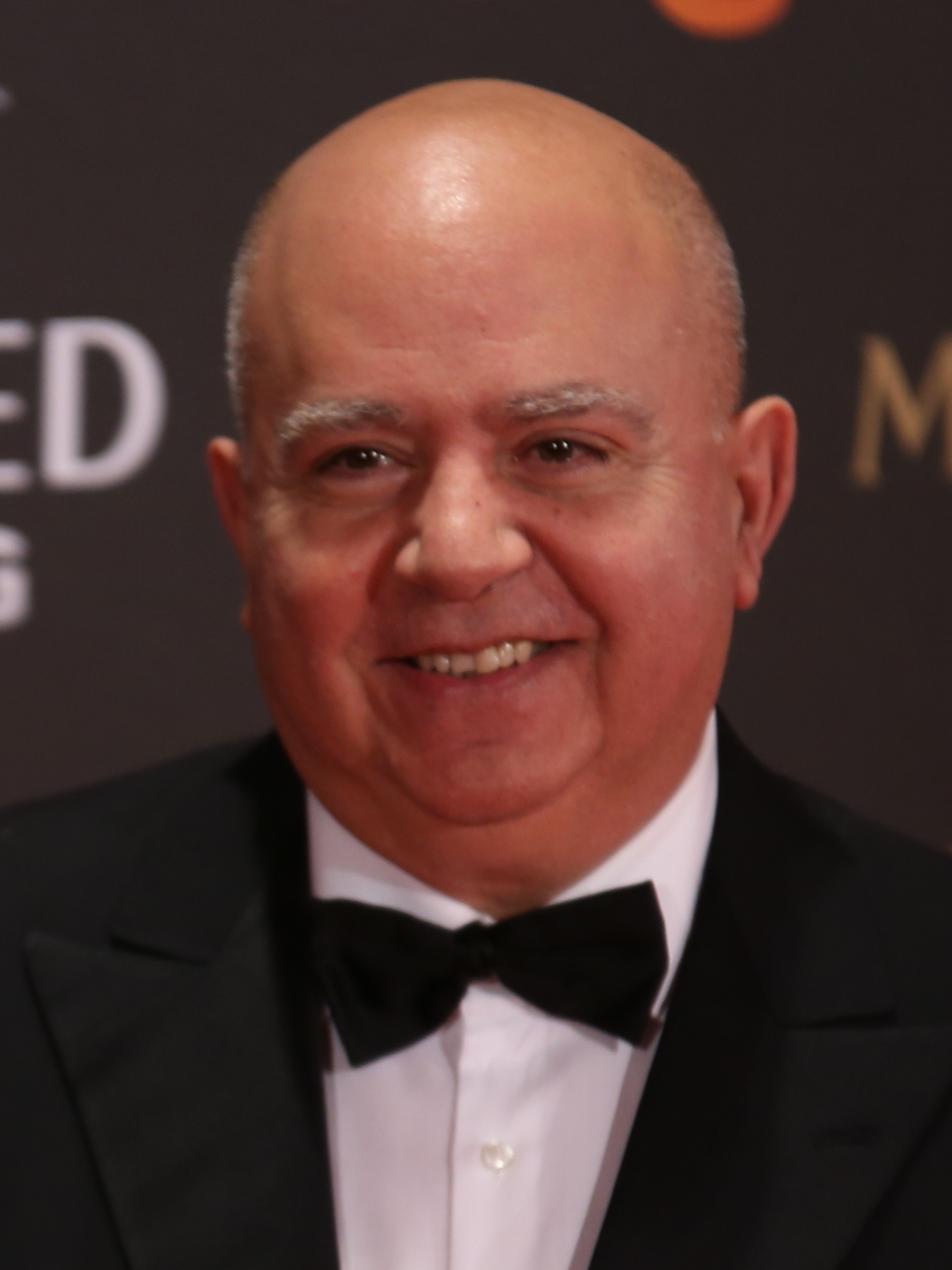

Agustín Almodóvar Caballero (* 1955 in Calzada de Calatrava, Provinz Ciudad Real) ist ein spanischer Filmproduzent und Schauspieler. Er ist der Bruder des bekannten Filmregisseurs und Drehbuchautors Pedro Almodóvar.

## Leben
Agustín Almodóvar wurde 1955 in Calzada de Calatrava geboren und studierte Chemie an der Universität Complutense Madrid. Zusammen mit seinem Bruder ist er Gründer und Besitzer der Filmproduktionsfirma El Deseo. Des Weiteren ist er Mitglied der Academia de las Artes y las Ciencias Cinematográficas de España.

## Filmografie (Auswahl)
Schauspieler
- 1978: Salomé
- 1987: Das Gesetz der Begierde (La ley del deseo)
- 2011: Die Haut, in der ich wohne (La piel que habito)

Produzent
- 2008: Die Frau ohne Kopf (La mujer sin cabeza)
- 2015: El Clan
- 2018: Der schwarze Engel (El Ángel)
- 2019: Leid und Herrlichkeit (Dolor y gloria)
- 2021: Madres paralelas
- 2023: Strange Way of Life
- 2024: The Room Next Door
- 2025: Sirāt